# Dorothy Allison
Dorothy Allison   (Greenville, 11 d'abril de 1949 - Guerneville, 6 de novembre de 2024) fou una escriptora estatunidenca que tractà temes com l'abús sexual, l'abús infantil, l'assetjament escolar, el feminisme i ellesbianisme.

## Carrera
De petita va patir abusos sexuals del seu padrastre durant set anys; com a conseqüència, contragué gonorrea i hagué de sotmetre's a un tractament que la privà de poder tenir fills. Aquesta experiència la dugué a dedicar-se de ple a l'activisme en benefici del sexe segur i contra l'abús i l'explotació sexual de menors.
Allison va manifestar públicament el seu lesbianisme i va participar en tota mena d'activitats de suport a la comunitat LGBT. Va guanyat molts premis per la seua obra escrita, com ara el Premi Literari Lambda. Va ser membre de la Comunitat d'Escriptors Meridionals.

Dorothy va ser una de les fundadores del moviment "Lesbian Sex Màfia", junt a Kirstie Friddle de Quincy, Illinois. Aquest grup dona suport a totes les dones, sense importar la seua orientació sexual.

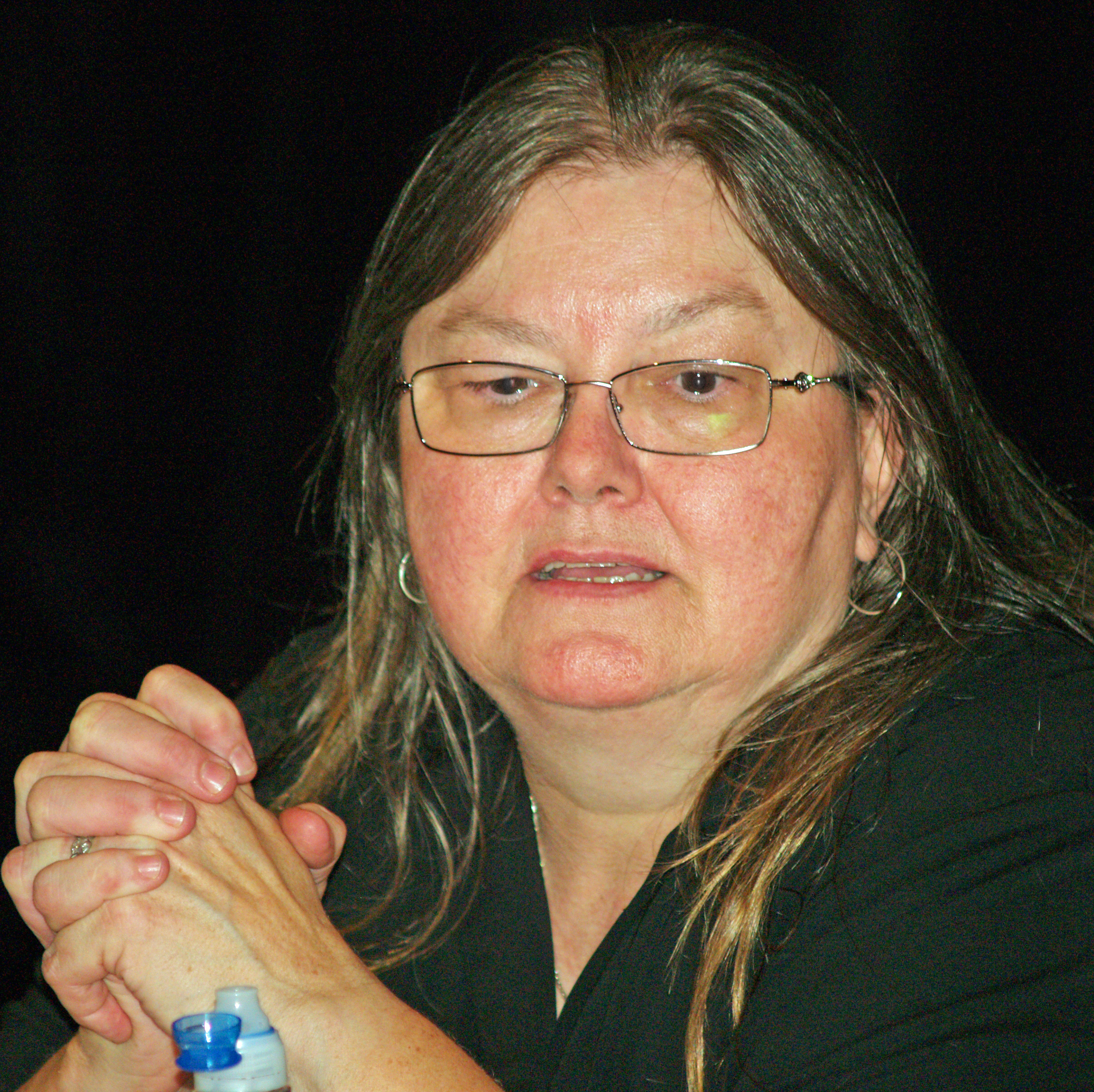
Allison en el Festival del Llibre de Brooklyn el 2008

## Obres

### Literatura
- The Women Who Hate Em: Poems by Dorothy Allison (1983)
- Trash: Short Stories (1988)
- The Women Who Hate Em: Poetry 1980-1990 (1991)
- Bastard Out of Carolina (1992)
- Skin: Talking About Sex, Class & Literature (1994)
- Two or Three Things I Know for Sure (1995)
- Cavedweller (1998)

### Filmografia
- Bastard Out of Carolina (1996)
- 2 or 3 Things But Nothing for Sure (1997)
- After Stonewall (1999)
- Cavedweller (2004)